# Djidian
Djidian is een gemeente (commune) in de regio Kayes in Mali. De gemeente telt 16.400 inwoners (2009).
De gemeente bestaat uit de volgende plaatsen:
- Batimakana
- Djidian
- Doukourakoroba
- Doukourakoroni
- Doumbadjila
- Founticouroula
- Kabé
- Konintonoma-Djemakana
- Konintoloma-Namala
- Konintonoma-Namorila
- Samatan
- Sandiambougou
- Tofassadaga
- Torokonina